# 國道5號 (印度)

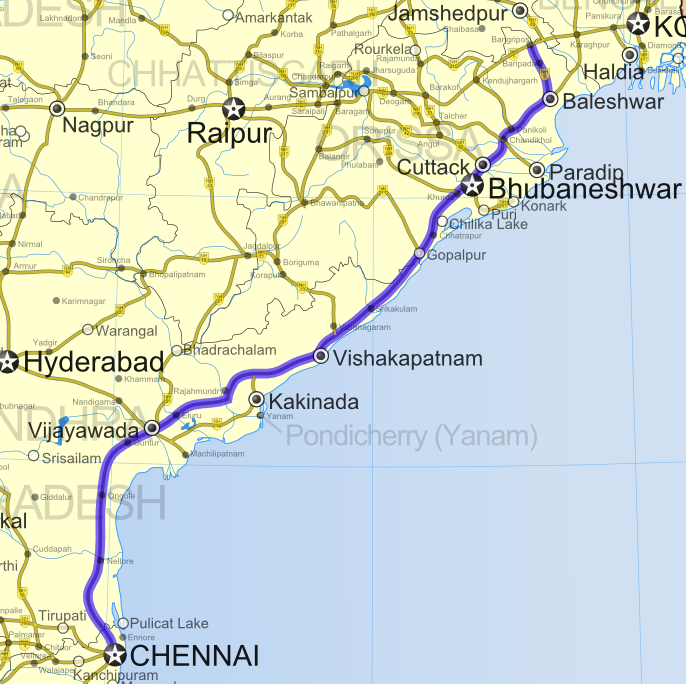
國道5號路線示意圖

國道5號（英語：National Highway 5，簡稱NH5），是一條沿印度東海岸興建的國道，連接東南部最大城市金奈和奧里薩邦賈博克里亞。全長1,533公里。
經過內洛爾、維傑亞瓦達、維沙卡帕特南（安得拉邦）、布拉馬布爾、布巴內什瓦爾、克塔克、巴拉索爾（奧里薩邦）等城市。其中金奈-巴拉索爾段是黃金四角的一部分。